# Esteve Vinyals
Esteve Vinyals (Barcelona, 1780 —?, segle XIX) fou un compositor i organista català.
L'any 1799, ingressà a l'orde dels frares mercedaris i fundà l'associació coneguda com l'Escola d’Organistes. A causa dels estralls provocats per la guerra del Francès va haver de posar fi a les seves activitats. La producció musical de Vinyals comprengué diverses obres religioses, entre les quals s'ha de fer especial menció als motets i misses.

## Obres
Es conserven obres seves a l'arxiu de la Basílica parroquial de Santa Maria del Pi de Barcelona.
Algunes de les seves obres son: Missa per a quatre veus i orgue, Missa per a orquestra, Josué guiando al pueblo de Israel en el paso del Jordán, Sinfonía con violines, oboes y trompas.